# 十一诫
十一诫是出自《法苑珠林·诫勖篇》，是道世法师根据《法句经》、《杂阿含经》整理出来的十一条诫训，用以指导佛教徒的日常生活。

## 内容[1]
1. 诫信。
2. 诫死。
3. 诫杀。
4. 诫意。
5. 诫邪。
6. 诫愚。
7. 诫恶。
8. 诫缚。
9. 诫诵。
10. 诫行。
11. 诫口。